# Platanovirus
„Platanovirus saccamoebae“ ist eine vorgeschlagene Spezies (Art) von Riesenviren  mit Doppelstrang-DNA (dsDNA) aus der Familie Mimiviridae im Phylum Nucleocytoviricota (NCLDV).
Als Wirte dienen Amöben der Spezies Saccamoeba lacustris (Tubulinea: Euamoebida).
Diese wurden aus der Rinde einer Platane (Platanus occidentalis, englisch plane tree, sycamore tree) isoliert, woraus sich                                 der Name ableitet.
Bei dem zuerst gefundenen Isolat KSL-5 (auch KSL5 geschrieben) handelt es sich um das erste in Amöben der Gattung Saccamoeba gemeldete Riesenvirus. Inzwischen wurde ein weiteres Isolat, KSL-5x (bzw. KSL5x), gefunden.
Andere von Riesenviren befallene Amöbengattungen sind:
- Vermamoeba  (Echinamoebida),[7][8] mit Kaumoebavirus, Faustovirus, Orpheovirus
- Acanthamoeba mit Mimivirus (inkl. AcMV), Moumouvirus, Megavirus, Medusavirus, „Pacmanvirus“,[A. 2] „Pithovirus“, „Mollivirus“, „Cedratvirus“

Während bei anderen Amöben wie Entamoeba, Thecamoeba und Stenamoeba offenbar noch keine Virus-Parasiten bekannt sind.
Mit Stand 1. Mai 2023 sind die Platanoviren noch nicht vom International Committee on Taxonomy of Viruses (ICTV) bestätigt.

## Morphologie
Die Virusteilchen (Virionen) von „Platanovirus saccamoebae“ KSL-5 haben eine polyedrische Symmetrie mit einem Wirbel (englisch vortex) an einer Seite und einem hals- oder stielartigen Vorsprung am gegenüberliegenden Ende.
Sie sind wie der Wildtyp ApMV M1 von Mimivirus bradfordmassiliense (Acanthamoeba-polyphaga Mimivirus) von Fibrillen (Proteinfilamenten) bedeckt.
Insgesamt zeigen sie in der Ultrastruktur viele Ähnlichkeiten mit anderen Riesenviren der Familie Mimiviridae.
Die durchschnittliche Größe ihrer Kapside beträgt 290 nm, die Länge der Fibrillen beträgt etwa 140 nm, was zu einer mittleren Viriongröße von 430–450 nm führt. Ihre Viruskapside ist damit kleiner als die anderer Mimiviridae (insbesondere der Gattung Mimivirus), die Fibrillen sind jedoch länger.

## Genom
Das Genom der Platanoviren besteht aus doppelsträngiger DNA.
Eine vorläufige Sequenzanalyse ergab eine große Ähnlichkeit (~ 75 %) von KSL-5 mit Megavirus chilensis (MVC, Spezies Megavirus chilense).

## Vermehrungszyklus
Die Replikation von KSL-5 startete nach einer langen Verzögerung von mindestens 12 Stunden.
Nach 18 Stunden waren erste Viruspartikel und eine sich entwickelnde Virusfabrik (englisch virus factory) nachgewiesen, diese entwickelten ein Maximum nach 30 Stunden.
Die Virusfabrik war in der Erscheinung vergleichbar mit der Virusfabrik bei Acanthamoeba (Infektion beispielsweise von A. polyphaga durch ApMV M1 oder von A. castellanii durch das Mamavirus Acanthamoeba castellanii mamavirus, ACMaV).
Die Entwicklung der Virusfabrik begann nach einer viel längeren Verzögerungsphase (12 bis 18 Stunden) im Vergleich zu anderen Mimiviridae (dort nur 4 bis 5 Stunden) und die Virusfabrik war kleiner.
Die Bildung (Assemblierung) der Viruspartikel wurde hauptsächlich an der Peripherie der Virusfabrik beobachtet, beginnend mit der Bildung und Zusammensetzung von Vorläufermembranen.
96 Stunden nach der Infektion gab es aber immer noch lebensfähige Wirtszellen.

## Wirte
Nur zwei S. lacustris-Linien konnten als Wirte infiziert werden: neben SL-5 auch SL-elo.
Auch in SL-elo wurden Virusfabriken erzeugt, diese waren aber mit 1–2 μm kleiner als im ursprünglichen Wirt SL-5 (dort 3,5–6 μm). Die Infektion war selbstlimitierend und verschwand nach einigen Übertragungszyklen.
Alle Versuche, KLS-5 auf andere Amöben zu übertragen, einschließlich mehrerer Acanthamoeba-Arten, schlugen fehl.
Der Umstand, dass nur Stämme von Saccamoeba lacustris für das Virus KLS-5 anfällig sind, deutet auf ein hochspezifisches Virus-System hin.

## Satellitenvirus
Bei der Infektion von SL-5 mit KSL-5-Viren wurden auch Satellitenviren gefunden:
24 Stunden nach der Infektion wurden erste kleine ikosaedrische Virionen mit einem Durchmesser von 50–60 nm in der Virusfabrik sichtbar, wo sie sich offenbar replizierten.
Kleine Viruskapside wurden in leeren Kapsiden des Riesenvirus nachgewiesen, was zu defekten Riesenviruspartikeln führte.
Wenn das Riesenvirus fehlte, konnten bei Saccamoeba lacustris SL5-5 keine Anzeichen einer Infektion mit dem kleinen Satellitenvirus festgestellt werden; das Riesenvirus ist also ein für diese notwendiges Helfervirus.
Die Koinfektion mit dem kleinen Virus führte zu einer Reduktion in der Herstellung der KSL-5-Kapside um 70 %.
Das kleine Satellitenvirus scheint daher die Replikation von KSL-5 zugunsten der Wirtszelle signifikant zu stören.
Es verhält sich in dieser Beziehung wie der Virophage Sputnik, und nicht wie Zamilon.
Unter der Annahme, dass es sich tatsächlich um einen neuen Virophagen handelt, wurde für den Platanovirus saccamoebae Virophagen des KSL-5-Virus die Bezeichnung „Comedo Virophage“ bzw. „Comedo virus“ vorgeschlagen (nach lateinisch comedere ‚essen’, ‚verschlingen‘).
Bei Saccamöben des Stammes SL-elo konnten keine dazugehörigen Satellitenviren beobachtet werden.

## Weiteres Isolat
In einem weiteren Experiment wurde ein virusfreier Stamm der Wirtsamöbe SL-5 mit zerkleinertem Material aus demselben Platanenbaum gemischt, was zur Isolierung eines zweiten Riesenvirus KLS-5x (alias KSL5x) führte.
Dieses zweite Isolat infiziert die Wirtszellen sogar stärker als das erste (KSL-5).
Die Virusfabrik ist von sternförmiger Gestalt mit langen Verlängerungen (Vorbau, englisch projections).
Innerhalb von zwei Tagen war die gesamte Wirtszelle vollständig mit Viruspartikeln gefüllt, wodurch die Zellen schließlich platzen.
Die Virionen haben sehr lange Hälse bzw. Stiele, vergleichbar mit denen einiger Bakteriophagen (Beispiele: Phage T4, Phage Lambda). Gegenüber dem Stiel befindet sich eine fünfzackige Sternstruktur ähnlich dem ,Stargate’ anderer Mimiviridae. Die Übereinstimmung im Genom zwischen KSL-5 und KSL-5x beträgt 99 %.
In der Natur wurde keine Infektion von KSL-5x durch die Satellitenviren beobachtet. Lediglich unter Laborbedingungen war es möglich, isolierte Satellitenviren in KSL-5x und geeigneten Saccamöben zu vermehren. Auch dies deutet auf ein hochspezialisiertes Wirt-Virus-Virophage-System hin.

## Systematik
„Platanovirus saccamoebae“ ist derzeit (Stand 1. Mai 2023) noch nicht vom International Committee on Taxonomy of Viruses (ICTV) offiziell anerkannt. Daher haben alle Benennungen noch vorschlagsmäßigen Charakter. „Platanovirus“ ist mit den Viren der Familie  Mimiviridae näher verwandt als mit anderen Riesenviren; es gehört also jedenfalls zum Phylum Nucleocytoviricota (ehemals Nucleocytoplasmic large DNA viruses, NCLDV).
Unter diesen besteht die größte Verwandtschaft zu der kurz zuvor entdeckten Gattung Tupanvirus
Nach einer anderen Sichtweise von Mougari et al. (2019) ist Megvirus chilensis (Gattung Megavirus) der nächste Verwandte.
Zusammen mit der Gattung Tupanvirus und der weiteren nach Metagenomanalysen von Bodenproben vorgeschlagenen Gattung „Satyrvirus“ wird „Platanovirus“ keiner der herkömmlichen Mimiviridae-Linien A, B oder C (Mimivirus, Moumouvirus, respektive Megavirus) zugeordnet, sondern mit diesen zusammen einer eigenen Linie.